# Victime civile
Pour les articles homonymes, voir Victime civile (homonymie).

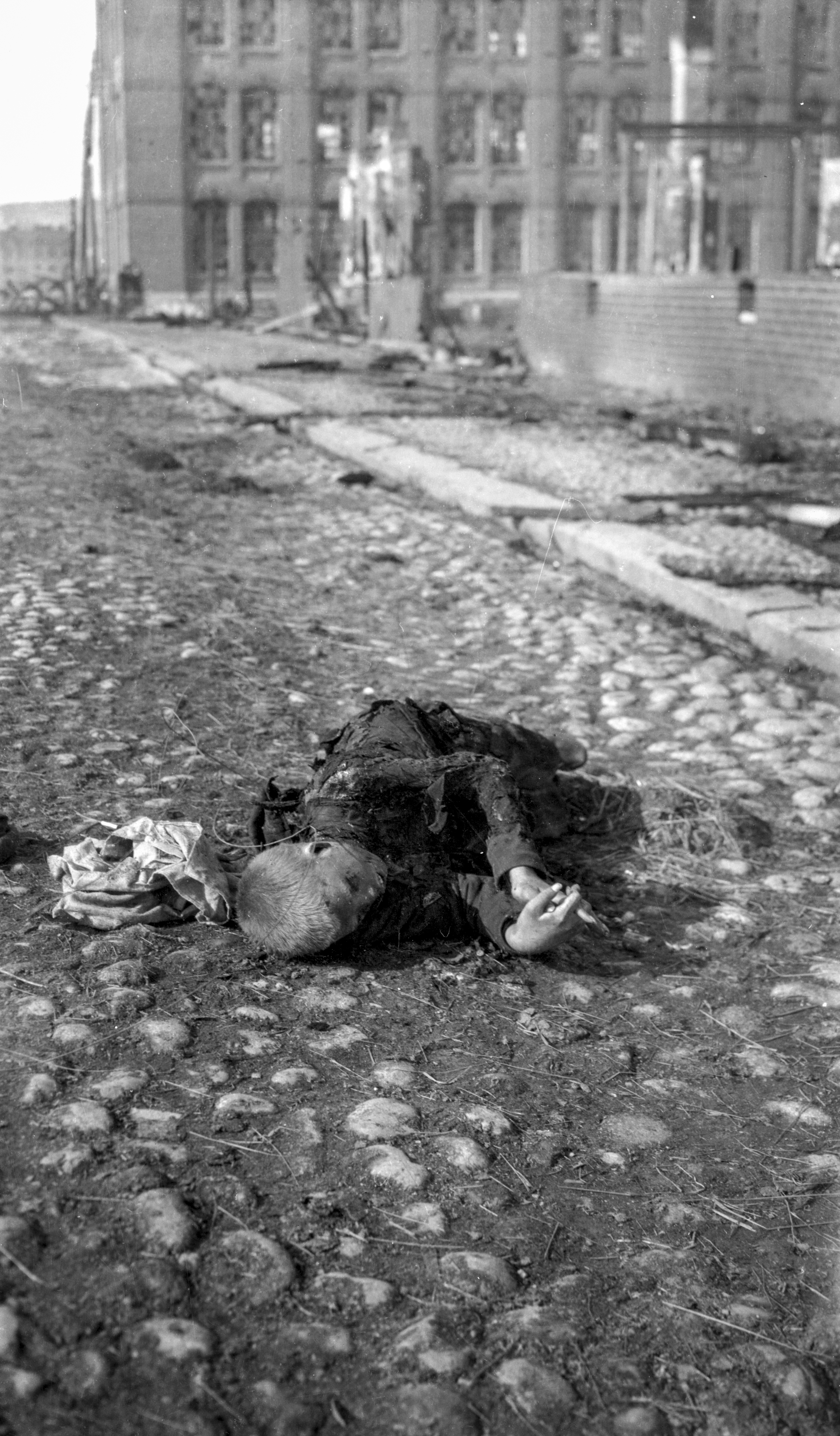
Corps d'un petit garçon dans la rue à Tampere pendant la guerre civile finlandaise.

En droit international humanitaire, une victime civile est une personne civile (non militaire) blessée ou tuée par des non-civils, principalement des membres des forces de l'ordre (en), de l'armée, des groupes rebelles ou des terroristes. Dans le droit de la guerre, il s'agit des civils qui meurent ou qui sont blessés en raison des actes commis pendant une guerre. L'expression « victime civile » s'applique en général dans un cadre où ces actes de violence visent des objectifs politiques. Au cours des conflits armés, certaines structures, certains acteurs et certains procédés à divers niveaux jouent sur la probabilité de violences contre des civils (en). En français, un synonyme est « pertes civiles ».
L'expression « victime civile » renvoie parfois à des situations non militaires, par exemple pour distinguer les victimes dans les rangs de policiers et celles chez les criminels, comme des auteurs de hold-up dans une banque (en).

## Généralités

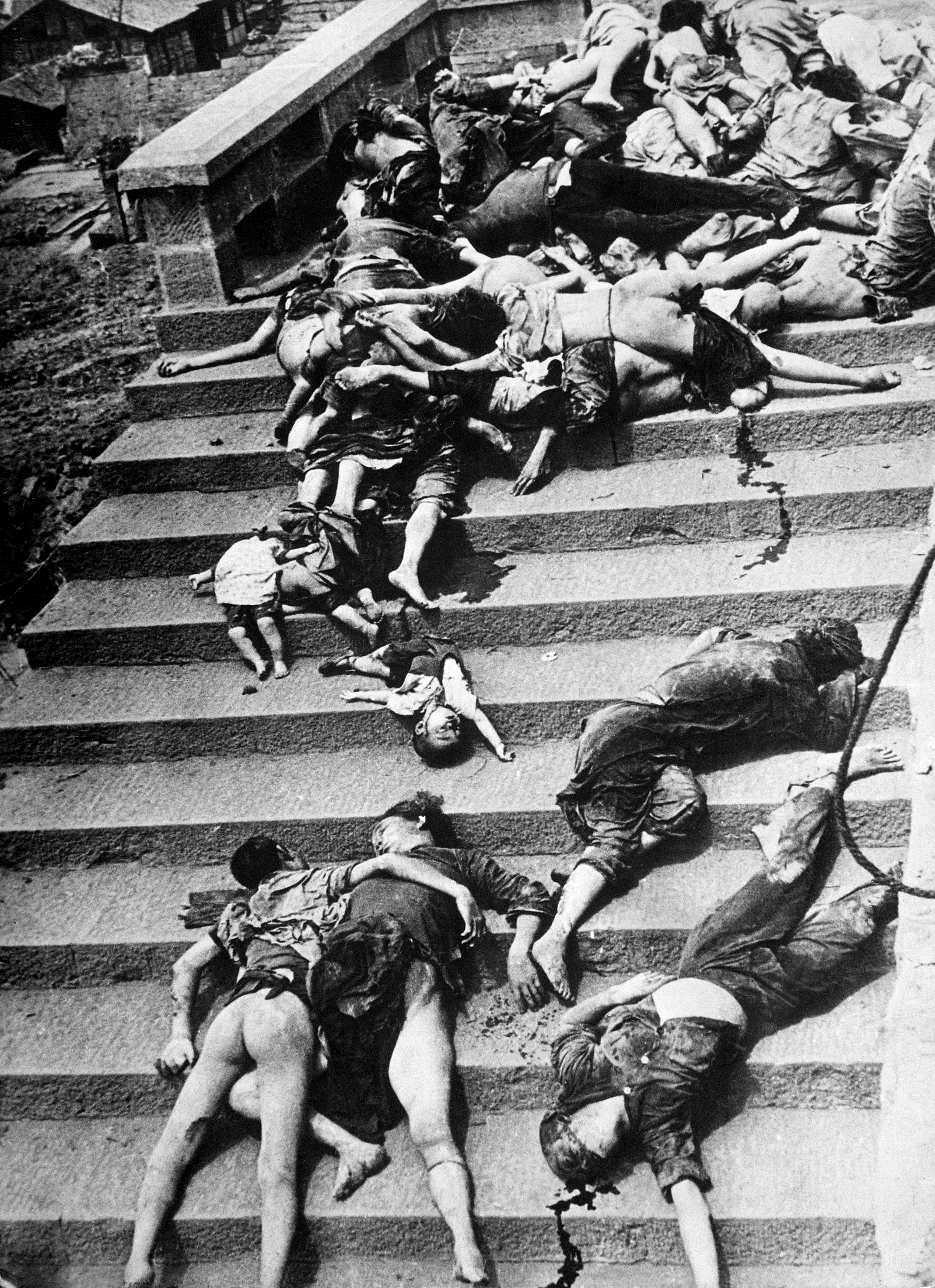
Victimes d'une panique de foule pendant un raid aérien japonais sur Chongqing en juin 1941. Plus de 5000 civils sont morts pendant les deux premières journées des raids aériens en 1939.

D'après l'UNICEF, les morts civils pendant la guerre représentaient environ 5 % au tournant du XXe siècle ; ce taux a bondi à 90 % dans les années 1990. D'après le Centre régional d'information pour l'Europe occidentale des Nations unies, dans un article de 2021, « Les civils continuent d’être les premières victimes des conflits armés actuels. Il y a parmi eux plus de tués et blessés que parmi les forces combattantes ». « 88 % des personnes tuées ou blessées par des armes explosives en ville sont des civils » et « plus de 160 millions de personnes vivent dans des zones à risques élevés ou touchées par des conflits ».
Obtenir des bilans précis sur les victimes de guerre est un processus notoirement complexe. Dénombrer les victimes civiles présente des difficultés spécifiques. L'un des problèmes réside parfois dans la contestation du terme « civil ». À un niveau superficiel, la définition d'un civil, du moins dans le cadre des conflits armés internationaux, est relativement simple : un civil est une personne qui n'est pas membre des forces armées et qui n'est pas un combattant dans une situation de conflit armé. Or, pour mener des statistiques fiables sur les victimes civiles de la guerre, il est nécessaire d'expliciter les critères d'inclusion dans cette catégorie. Bien souvent, un manque de clarté brouille les catégories permettant de déterminer si les groupes ci-dessous relèvent, ou non, des victimes civiles de la guerre.
- Les personnes tuées par l'effet direct de la guerre ;
- Les personnes blessées par l'effet direct de la guerre ;
- Les personnes qui meurent, pendant ou après la guerre, à cause de ses effets indirects comme les maladies, la malnutrition, l'anarchie, et qui en temps de paix seraient mortes dans des proportions très différentes ;
- Les victimes d'une violence unilatérale, par exemple quand des États massacrent leurs propres ressortissants à cause des effets de la guerre ;
- Les victimes de viol et d'autres formes de violence sexuelle dans le cadre d'une guerre ;
- Les personnes déracinées lors d'une guerre, à savoir les réfugiés et les personnes déplacées ;
- Les personnes qui, même quand la guerre est terminée, meurent prématurément à cause des lésions subies pendant la guerre.

Inclure ces différentes catégories parmi les victimes de la guerre est un avis défendable, mais il convient d'être explicité. Chaque catégorie présente des problèmes méthodologiques propres. Dans la troisième catégorie, celle des personnes qui meurent des répercussions indirectes, il est nécessaire de comparer un taux « prévisible » (en temps de paix) et un taux « excessif » de mortalité. Dans le cas des victimes de violences sexuelles, il est possible de soulever des objections pour inclure non seulement les victimes directes des combattants, mais aussi les victimes « indirectes » de l'effondrement social. Dans la catégorie des personnes déracinées, il serait simplificateur de compter tous les réfugiés et déplacés comme des victimes : certains peuvent fuir la violence unilatérale d'un État répressif, une catastrophe naturelle ou une déstabilisation sociale généralisée. Toutefois, lors de certains épisodes de guerre, comme la troisième guerre indo-pakistanaise, la guerre du Kosovo et la guerre d'Afghanistan, les campagnes militaires ont permis à d'importants flots de réfugiés de regagner leur pays. Ainsi, dans ces conflits de 1971 et de 1999, le retour des réfugiés était une raison déclarée de lancement des hostilités. Néanmoins, ce constat trouve très peu d'écho dans la littérature sur les victimes de guerres contemporaines. Une analyse des personnes déracinées présente de problèmes majeurs car les personnes piégées dans des zones de guerre peuvent vivre dans des conditions pires que celles des déracinés, mais figurent rarement dans les statistiques. Les données sur les morts issus de la guerre et sur les migrations liées à la guerre devraient être présentées séparément au lieu d'être mélangées.

## Droit international
Après la Seconde Guerre mondiale, une série de traités régissant le droit de la guerre sont adoptés à partir de 1949. Ces Conventions de Genève sont entrées en vigueur, en bonne partie, à cause d'une réaction générale face aux pratiques ayant eu cours pendant cette guerre. Bien que la quatrième convention de Genève s'efforce d'offrir quelques recours légaux aux civils en temps de guerre, la majorité des clauses portent sur les droits des civils dans les territoires occupés et le texte ne réserve aucune place explicite aux problèmes du bombardement et des effets dangereux d'une zone de combat.
En 1977, le Protocole I est adopté en tant qu'amendement aux conventions de Genève,  il proscrit les attaques délibérées et sans discrimination contre les personnes et biens civils au sein d'une zone de combat et la puissance attaquante doit prendre des mesures et des précautions pour épargner, autant que possible, la vie et les biens des civils. Bien que 173 pays aient ratifié le traité, certains États importants n'en sont pas signataires : États-Unis, Israël, Iran, Pakistan, Inde et Turquie.
Le Statut de Rome considère que « diriger intentionnellement des attaques contre la population civile » est illégal, mais cet article n'est entré en vigueur que le 1er juillet 2002 et certains pays ne l'ont pas ratifié.

## Éthique
Pour de nombreuses nations modernes, la question de l'éthique sur les victimes civiles s'aligne avec la doctrine de la guerre juste, qui plaide en faveur du principe de proportionnalité. Selon cette doctrine, un acte de guerre est considéré comme proportionné si les bienfaits espérés par l'usage de la violence pèsent davantage que l'ensemble de la destruction prévue. Cette vision est une forme d'utilitarisme appliqué à la guerre, dans un système moral qui estime que l'action moralement correcte est celle qui entraînera les meilleurs résultats.
Toutefois, des philosophes de la morale tendent à contester régulièrement cette approche de la guerre. Ces théoriciens plaident en faveur de l'absolutisme moral, selon lequel il existe divers principes éthiques qui, comme l'indique leur nom, sont absolus. Or, l'un des principes veut que les non-combattants ne doivent pas être attaqués, car par définition, ils ne participent pas aux hostilités, attaquer des non-combattants, quelle que soit l'issue espérée, revient à nier leur agentivité. Ainsi, dans l'opinion absolutiste, seuls les combattants ennemis peuvent être attaqués. Le philosophe Thomas Nagel milite en faveur de ce principe absolutiste dans son essai « Guerre et massacre ».
Enfin, l'approche du pacifisme est la conviction que la guerre, quel que soit son type, est moralement injuste. Les pacifistes témoignent parfois de leurs inquiétudes humanitaires non seulement aux civils ennemis, mais aussi aux combattants ennemis, notamment les conscrits.

### Réfugiés
Le droit de la guerre a changé au cours de l'histoire et certains traités internationaux, comme la quatrième convention de Genève, offrent une protection légale explicite aux civils dans les territoires occupés par une puissance belligérante pendant et après un conflit armé international. La Convention relative au statut des réfugiés (1951) et le Protocole relatif au statut des réfugiés (1967) offrent aussi une protection aux personnes qui ont des motifs de craindre des persécutions.
Certains auteurs considèrent que les réfugiés et les déplacés internes font partie des victimes civiles,.

## Dommage collatéral

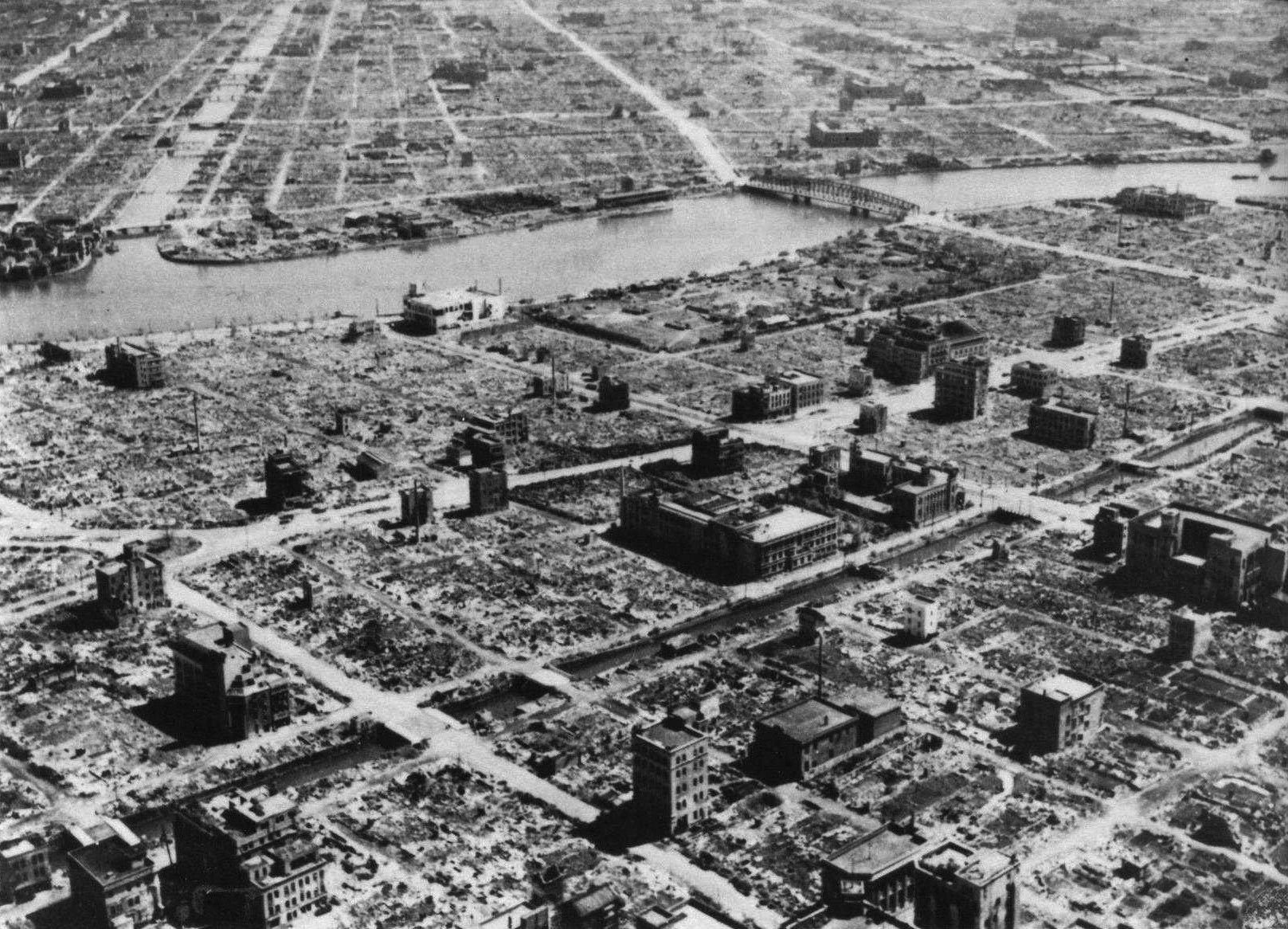
Tokyo après le bombardement incendiaire massif mené dans la nuit du 9 au 10 mars 1945. Cette opération a tué environ 100000 civils et les capacités de production de la ville objectif principal du bombardement ont été divisées par deux.

Dans le cadre des conflits armés, les dommages collatéraux sont considérés comme les morts et blessures inévitables ou accidentelles des non-combattants ou comme la destruction inévitable ou accidentelle de biens appartenant à des non-combattants à l'issue d'attaques contre des objectifs militaires légitimes.

## Taux de victimes civiles
Lors d'un conflit armé, le taux de victimes civiles représente la quantité de victimes civiles par rapport aux victimes combattantes ou au total des victimes. Cette statistique peut s'appliquer tant aux victimes d'un belligérant en particulier qu'à l'ensemble des victimes d'une guerre.
Le taux de dix victimes civiles pour chaque victime combattante est souvent avancé, mais ce nombre est sujet à controverse.